# Каптуровий скат
Каптуровий скат (Aetobatus) — єдиний рід скатів родини Aetobatidae. Має 5 видів.

## Опис
Це дуже великі та важкі скати. Розміри представників цього роду без хвоста коливається від 2 до 2,5 м завширшки та вагою 200–230 кг. Голова та тулуб доволі товсті та масивні. Шкіра на голові та форму черепу утворюють форму, що нагадують каптур. Звідси походить назва цих скатів. Хвіст тонкий та доволі довгий, часто дорівнює 1,1-2,5 м. Забарвлення спини буруватого, коричнюватого кольору, деякі види мають цятки або плямочки. Черево переважно однотонне — білувате або бежеве.

## Спосіб життя
Зустрічається на невеликих глибинах, у лагунах та гирлах. Це рухливі та швидкі скати, можуть розвивати значну швидкість. Представники цього роду колективні тварини. Вони можуть утворювати групи у декілька сотень особин. Живляться молюсками, плоскими черв'яками, восьминогами.
Це яйцеживородні скати.

## Розповсюдження
Мешкають у Тихому, Індійському та Атлантичному океанах.

## Види
- Aetobatus flagellum  (Bloch & Schneider, 1801)
- Aetobatus laticeps  Gill, 1865
- Aetobatus narinari  (Euphrasen, 1790)
- Aetobatus narutobiei  White, Furumitsu & Yamaguchi, 2013
- Aetobatus ocellatus  (Kuhl, 1823)